# Alastair Gordon
Pour les articles homonymes, voir Gordon.
Alastair Gordon, né le 8 décembre 1976 à Sydney, est un rameur d'aviron australien. 

## Carrière
Alastair Gordon participe aux Jeux olympiques de 2000 à Sydney et remporte la médaille d'argent avec le huit  australien composé de Christian Ryan, Mike McKay, Nick Porzig, Robert Jahrling, Stuart Welch, Daniel Burke, Jaime Fernandez et Brett Hayman.